# Die Beteiligten
Die Beteiligten ist ein deutscher Kriminalfilm der DEFA von Horst E. Brandt aus dem Jahr 1989.

## Handlung
Im Jahr 1964 wird aus der Elbe die Leiche der Angestellten Christa Gellert geborgen. Sie war mit ihrem Vorgesetzten, dem Stadtrat Willi Stegmeier, und ihrer Mitarbeiterin Anna Sell auf einer Dienstfahrt. Beim Weidenkätzchenpflücken fiel sie ins Wasser, konnte nicht schwimmen und ertrank, obwohl Stegmeier noch versuchte, sie zu retten. Alles deutet auf einen Unfall hin und Christa wird bestattet.
In der Kleinstadt weiß bald jeder von den Vorkommnissen. Nach einer kurzen Untersuchung will Kriminalist Erwin Müller den Fall zu den Akten legen, doch seinem jungen Mitarbeiter, dem wegen eines zu früh zu den Akten gelegten Falls von Berlin in die Provinz strafversetzten Hans Gregor, kommen Zweifel. Christas Mutter sagte bei der Übermittlung des Todes, dass sie es geahnt habe. Christas Tante berichtet von einem verschwundenen Sparbuch und dem Vermerk des Namens „Bröge“ in Christas Notizbuch. Auch habe im Januar eine Reise Christas zusammen mit ihrer Kollegin Helga Jordan nach Berlin stattgefunden, nach der sich auch das Sparbuch Christas wieder angefunden habe. Helga ist die Mitbewohnerin Hans Gregors, beide beginnen ein Verhältnis. Hans findet heraus, dass es sich bei Bröge um den Gynäkologen Dr. Martin Bröge handelt, der auch Abtreibungen vornimmt. Christa war schwanger, jedoch wurde eine Abtreibung von Bröge abgelehnt. Helga streitet zunächst jedes Mitwissen ab, gibt jedoch dann an, dass Stadtrat Stegmeier der Vater des Kindes war.
Da Stegmeier eine Affäre mit Christa dementiert und auch Anna Sell jedes Wissen um eine Affäre oder eine Schwangerschaft Christas leugnet, wird Christas Leichnam auf Anweisung des Staatsanwalts Matthes exhumiert. Es stellt sich heraus, dass Christa tatsächlich schwanger war. Auch eine erneute Vernehmung Stegmeiers bringt die Ermittler nicht weiter, zumal Erwin Müller wegen seiner Freundschaft zu Stegmeier keine Zweifel an der Integrität des Stadtrats aufkommen lassen will. Er versucht im Gegenteil, die Zeugin Helga der Falschaussage zu überführen. Diese war vom Studium relegiert worden und sollte sich bei Stegmeier in der Arbeit bewähren. Da sie von ihm jedoch wegen „fehlender gesellschaftlicher Aktivität“ eine eher schlechte Bewertung erhalten hätte, vermutete Müller, dass sie sich mit ihrer Aussage an Stegmeier rächen wollte. Als sie bei ihrer Anschuldigung Stegmeiers bleibt und zudem andeutet, dass Stegmeier und Anna Sell ein Verhältnis haben, gerät die Vernehmung außer Kontrolle. Erwin und Hans bezichtigen den jeweils anderen der Befangenheit und Erwin entbindet Hans schließlich von dem Fall.
Helga begibt sich auf eigene Faust nach Berlin zu Dr. Bröge. Der hatte gegenüber Hans angegeben, dass Christa nicht auf Empfehlung zu ihm geschickt wurde. Helga ahnt, dass dies nicht stimmt und fordert ihn auf, endlich die Wahrheit zu sagen und die Hintermänner zu enthüllen. Sie stellen sich auf Druck schließlich selbst: Es handelt sich um das Künstlerehepaar Sorge, das den für Arzt verschiedene Gefälligkeiten vermittelte. Erwin bittet Hans, wieder an den Ermittlungen teilzunehmen. Beide holen Stegmeier erneut zur Vernehmung und der gibt schließlich zu, dass Christa von ihm schwanger war, beharrt jedoch darauf, dass ihr Tod ein Unfall war. Er wird in Untersuchungshaft genommen. Als beide Ermittler erneut Anna Sell vernehmen wollten, hat die Selbstmord begangen. In ihrem Abschiedsbrief gesteht sie die Ermordung Christa Gellerts. Christa sei von Stegmeier während einer Dienstreise schwanger geworden, eine Abtreibung habe der Arzt nicht vornehmen wollen, da Christa mit Helga zusammen in der Praxis erschienen sei. Daraufhin habe Christa Stegmeier auf eine Scheidung gedrängt. Anna, die Stegmeier hörig war, machte mit ihm gemeinsame Sache. Auf der fingierten Dienstreise ertränkte sie Christa, während Stegmeier einen „Rettungsversuch“ unternahm, als die Frau längst tot war. Stegmeier gesteht die Tat nun.
Als beide das Polizeirevier verlassen, gibt Erwin zu, dass Hans die bessere Nase gehabt hätte und er, Erwin, zu nah am Fall gewesen sei, um ihn lösen zu können.

## Produktion

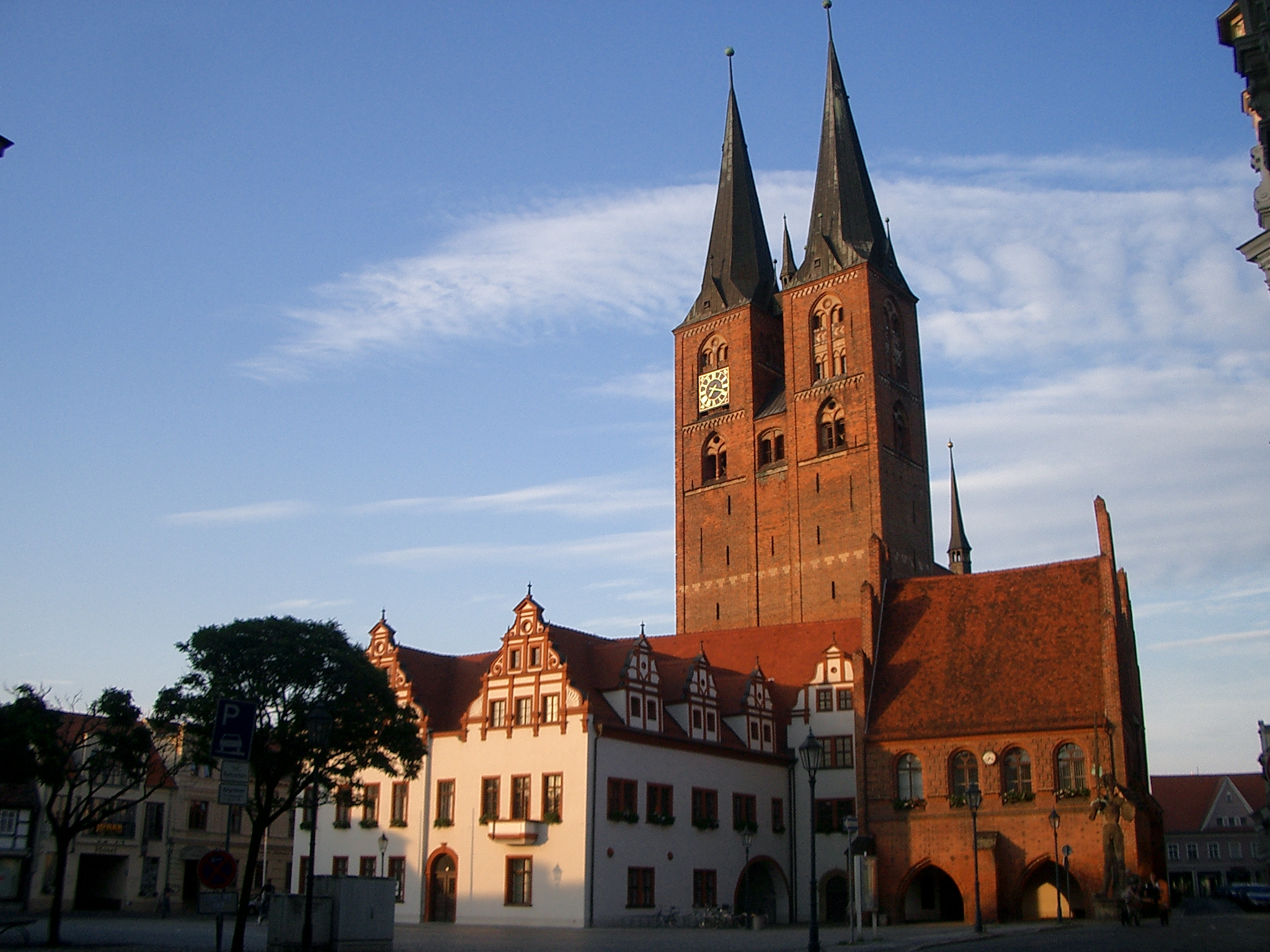
Das Rathaus in Stendal, einer der Drehorte des Films

Das Drehbuch zu Die Beteiligten entstand nach einem authentischen Fall, der sich Anfang der 1960er-Jahre ereignet hatte. Der bereits 1964 zur Verfilmung vorgesehene Stoff durfte im Zusammenhang mit dem 11. Plenum des ZK der SED, das eine kulturelle „Eiszeit“ einläutete, nicht realisiert werden, sodass bereits begonnene Probeaufnahmen gestoppt werden mussten. Daher wurde der als Regiedebüt Horst E. Brandts geplante Film schließlich 20 Jahre später sein letzter vollendeter Spielfilm.
Die Beteiligten wurde in Stendal gedreht. Der Film erlebte am 15. Juni 1989 im Berliner Kino International seine Uraufführung.

## Kritik
Die zeitgenössische Kritik bemängelte den Film und vor allem die Dialoge: „Sprache scheint beliebig, austauschbar, ist wenig mehr als Sachinformation“. Der Film sei kein guter Film, „fürs Kino schon gar nicht.“
Das Lexikon des internationalen Films nannte Die Beteiligten eine „bemerkenswert kritische Auseinandersetzung mit der jüngeren Vergangenheit der ehemaligen DDR.“
Cinema schrieb: „Die Geschichte kommt nur langsam in Fahrt. Trotzdem bleibt eine kritische Studie über den Mief und Klüngel, den es auch im Sozialismus gab. Fazit: Innenansichten aus der ehemaligen DDR“.